# Anders Svensson (Teckomatorp)
Anders Svensson (Teckomatorp, 27 maart 1939 – Bjärred, 6 december 2007) was een Zweeds voetballer.
Svensson was een technische linkshalf die van 1959 tot 1963 voor de Nederlandse voetbalclub PSV uitkwam. Daarvoor speelde hij voor Malmö FF.
Svensson speelde bij PSV met onder anderen Roel Wiersma, Toon Brusselers en Fons van Wissen. In 1963 won hij met PSV de eerste titel voor de Eindhovenaren in het betaald voetbal. Hij speelde 78 competitiewedstrijden voor PSV, maar in het kampioensjaar 1963 raakte hij onder trainer Bram Appel zijn basisplaats kwijt aan Miel Pijs.
Svensson keerde in 1963 terug naar Zweden en ging voor Örgryte in Göteborg spelen. Later keerde hij terug naar Malmö FF en werd hij met die club in 1967 kampioen van Zweden. In 1969 stopte Svensson, die tot één interland voor Zweden kwam: een wedstrijd in 1964 tegen de Sovjet-Unie.
Svensson gaf zijn maatschappelijke carrière voorrang. Hij had grote interesse voor computers en begon bij IBM waar hij veel cursussen volgde en veel moest reizen, zodat hij te weinig tijd voor het voetballen had en stopte. In 1981 keerde Svensson terug in het voetbal, als bestuurslid bij Malmö FF.

## Erelijst
PSV Eindhoven
- Nederlands landskampioen

1963
 Malmo FF
- Zweeds landskampioen

1967
- Zweeds bekerwinnaar

1967